# Jean-Ricner Bellegarde
Jean-Ricner Bellegarde (Colombes, 27 juni 1998) is een Frans–Haïtiaans voetballer, die doorgaans speelt als centrale middenvelder. Bellegarde werd in 2019 door RC Strasbourg overgenomen van RC Lens.

## Clubcarrière
Bellegarde is een jeugdspeler van Villetaneuse CS, Le Mans FC en RC Lens. Aldaar debuteerde hij op 29 juli 2016 in de Ligue 2 toen Lens op het terrein van Chamois Niortais FC speelde. De wedstrijd eindigde op 0–0 en Bellegarde speelde de volledige wedstrijd.
 In de zomer van 2019 maakte hij de overstap naar RC Strasbourg. Op 11 augustus 2019 maakte hij zijn officieel debuut in de Ligue 1. In de thuiswedstrijd tegen FC Metz kwam hij na twintig minuten Youssouf Fofana vervangen. De wedstrijd eindigde op 1–1.

## Clubstatistieken
| Seizoen | Club          | Competitie | Competitie | Competitie | Beker | Beker | Internationaal | Internationaal | Totaal | Totaal |
| Seizoen | Club          | Competitie | Wed.       | Dlp.       | Wed.  | Dlp.  | Wed.           | Dlp.           | Wed.   | Dlp.   |
| ------- | ------------- | ---------- | ---------- | ---------- | ----- | ----- | -------------- | -------------- | ------ | ------ |
| 2016/17 | RC Lens       | Ligue 2    | 9          | 0          | 3     | 0     | –              | –              | 12     | 0      |
| 2017/18 | RC Lens       | Ligue 2    | 25         | 1          | 5     | 0     | –              | –              | 30     | 1      |
| 2018/19 | RC Lens       | Ligue 2    | 25         | 5          | 3     | 0     | –              | –              | 28     | 5      |
| 2019/20 | RC Strasbourg | Ligue 1    | 23         | 0          | 3     | 1     | 3              | 0              | 29     | 1      |
| Totaal  | Totaal        | Totaal     | 82         | 6          | 14    | 1     | 3              | 0              | 99     | 7      |

Bijgewerkt op 28 februari 2020.

## Interlandcarrière
Bellegarde is een Frans jeugdinternational.